# Organització del Poble del Sud-Oest Africà
L'Organització del Poble del Sud-Oest Africà (originalment en anglès: South West African People's Organisation, SWAPO) és un partit polític namibià.
A les últimes eleccions legislatives, celebrades el 28 de novembre de 2014, va obtenir el 86,73% dels vots populars i 77 dels 96 escons. Des del 26 de novembre de 2017, el president de Namíbia, Hage Geingob, també exerceix de president del SWAPO.

## Història
SWAPO fou fundada, com molts altres grups africans, com una organització d'alliberament: després de la Primera Guerra Mundial, l'Àfrica del Sud-oest Alemanya fou entregada en mandat a Sud-àfrica per la Lliga de Nacions en nom del Regne Unit. El govern sud-africà, a poc a poc, transformà el mandat en ocupació militar i governà el territori com una de les seves províncies.

## SWAPO com a moviment d'alliberament
SWAPO era un moviment amb base Ovambo al nord de Namíbia. Fou fundada com a moviment d'alliberament el 1960 de la unió dels grups Ovambo People’s Congress (OPC) fundat el 1957 per Hermann Andima Toivo ja Toivo (1924), Andreas Shipanga, Soloman Mifinawe, Emil Appolus i Jariretundo Kozonguizi, i l'Ovambo Peoples Organisation (OPO) fundada per Sam Nujoma el 1958. Aviat s'enfrontà a altres grups com la South West Africa National Union (SWANU), de base herero.
SWAPO fou essencialment una organització militar. Emprant la tàctica guerrillera contra les tropes sudafridanes. Tenia la base a Zàmbia i des del 1975, a Angola, on SWAPO era aliada amb els marxistes del Moviment Popular per a l'Alliberament d'Angola (MPLA). Sud-àfrica va dur a terme moltes campanyes militars contra el MPLA des de Namíbia.

## Controvèrsia amb el moviment
S'ha dit que el SWAPO, durant el període d'exili, fou responsable de violació dels drets humans contra els seus efectius i contra els presoners que havien fet. Les narracions dels detinguts començà amb els atacs duts a terme pels sud-africans que van fer creure la direcció del SWAPO que tenien espies a l'interior del moviment. Molts membres del grup foren empresonats, torturats i interrogats.

## Independència
Quan Namíbia va obtenir la independència el 1990, SWAPO esdevé el partit polític dominant, i el seu cap, Sam Nujoma, escollit primer President de Namíbia. Nujoma va fer canviar la constitució per a presentar-se un tercer mandat el 1999, però el 2004 fou substituït pel candidat presidencial del SWAPO Hifikepunye Pohamba, descrit per alguns com al dofí de Nujoma. Nujoma, però, es mantindrà com a president del SWAPO fins al 2007. L'any 2014, el candidat presidencial del SWAPO fou Hage Geingob qui fou el vicepresident del partit.

## Resultats electorals

### Presidencials
| Any  | Candidat            | Vots    | %      | Resultat |
| ---- | ------------------- | ------- | ------ | -------- |
| 1994 | Sam Nujoma          | 370,452 | 76.34% | Electe   |
| 1999 | Sam Nujoma          | 414,096 | 76.82% | Electe   |
| 2004 | Hifikepunye Pohamba | 625,605 | 76.45% | Electe   |
| 2009 | Hifikepunye Pohamba | 611,241 | 75.25% | Electe   |
| 2014 | Hage Geingob        | 772,528 | 86.73% | Electe   |
| 2019 | Hage Geingob        | 464,703 | 56.3%  | Electe   |

### Assemblea Nacional
| Any  | Lider               | Vots    | %      | Escons  | +/– | Pos. | Resultat     |
| ---- | ------------------- | ------- | ------ | ------- | --- | ---- | ------------ |
| 1989 | Sam Nujoma          | 384,567 | 57.33% | 41 / 72 | 41  | 1r   | Majoria      |
| 1994 | Sam Nujoma          | 370,452 | 76.34% | 53 / 72 | 12  | = 1r | Supermajoria |
| 1999 | Sam Nujoma          | 414,096 | 76.82% | 55 / 78 | 2   | = 1r | Supermajoria |
| 2004 | Sam Nujoma          | 625,605 | 76.44% | 55 / 78 | =   | = 1r | Supermajoria |
| 2009 | Hifikepunye Pohamba | 611,241 | 75.25% | 54 / 72 | 1   | = 1r | Supermajoria |
| 2014 | Hifikepunye Pohamba | 785,671 | 86.73% | 77 / 96 | 23  | = 1r | Supermajoria |
| 2019 | Hage Geingob        | 536,861 | 65.45% | 63 / 96 | 14  | = 1r | Majoria      |

### Consell Nacional
| Any  | Escons  | +/– | Pos. | Resultat     |
| ---- | ------- | --- | ---- | ------------ |
| 1992 | 19 / 26 | 19  | 1r   | Supermajoria |
| 1998 | 21 / 26 | 2   | = 1r | Supermajoria |
| 2004 | 24 / 26 | 3   | = 1r | Supermajoria |
| 2010 | 24 / 26 | =   | = 1r | Supermajoria |
| 2015 | 40 / 42 | 16  | = 1r | Supermajoria |
| 2020 | 28 / 42 | 12  | = 1r | Supermajoria |